# Insignia de Asalto de Infantería
La Insignia de Asalto de Infantería (del alemán: Infanterie-Sturmabzeichen) fue una insignia militar de Alemania, usada para condecorar a miembros de las Waffen SS y del Heer durante la Segunda Guerra Mundial. Fue instituida el 20 de diciembre de 1939 por el generalfeldmarschall  y  jefe del Oberkommando des Heeres Walther von Brauchitsch. Se otorgaría a miembros de unidades de infantería no mecanizada y Gebirgsjäger que participaran en asaltos de infantería, con armamento ligero de infantería, con un mínimo de tres días en el frente de batalla a partir del primero de enero de 1940. También se otorgaba durante los combates cuerpo a cuerpo durante las contra-ofensivas. Lo podían conceder a partir de jefe de regimientos o superiores. Las dos primeras fueron concedidas a un oficial y un soldado durante una ceremonia especial el 28 de mayo de 1940 por el propio von Brauchitsch.

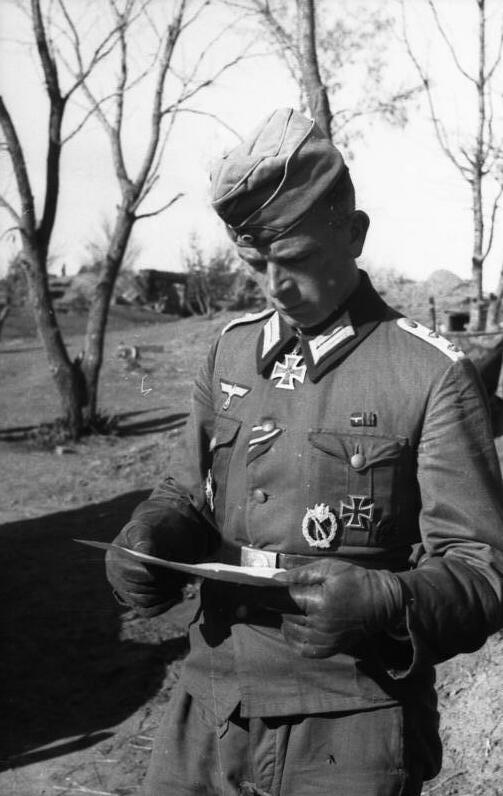
Unión Soviética (Stalingrado). Capitán con la Cruz de Caballero de la Cruz de Hierro, Cruz de Hierro I y II Clase e Insignia de Asalto de Infantería en plata

## Categorías

### Plata
La categoría de plata se instituyó el 20 de diciembre de 1939 por el jefe del OKH, Walther von Brauchitsch, y se otorgaba a los soldados de infantería bajo los siguientes criterios:
- Haber tomado parte en tres o más asaltos de infantería.
- Haber tomado parte en tres o más contraataques de infantería.
- Haber tomado parte en tres o más operaciones de reconocimiento armado.
- Haber tomado parte en un combate cuerpo a cuerpo durante un asalto.
- Haber tomado parte en tres días diferentes en la recuperación de posiciones.

### Bronce
La categoría de bronce se instituyó el 1 de junio de 1940. Se otorgaba a las tropas motorizadas acorazadas bajo los siguientes criterios:
- Haber tomado parte en tres o más asaltos motorizados.
- Haber tomado parte en tres o más contraataques motorizados.
- Haber tomado parte en tres o más operaciones de reconocimiento armado motorizado.
- Haber tomado parte en un combate mano a mano durante un asalto motorizado.
- Haber tomado parte en tres días diferentes en la recuperación de posiciones mediante infantería motorizada.

## Marcas de fabricante
1, 2, 3, 4, Assmann, BSW, CW, DH Aurich, Franke & Reif, FO, FLL, FZS, G&W, GWL, H, JB & Co., JFS, L/10, L/18, L/51, L/53, L/56, L/61, MK 1, MK 2, MK 3, MK 4, MK 5, MK 6, MK 7, R.S., RSS, S.H.u.Co 41, W.H., ÜÜ Wiedmann.

## Diseño
Fue diseñada por la compañía C. E. Junker de Berlín. Se trata de una corona ovalada de 8 hojas de roble y once bellotas; en la parte superior hay un águila sosteniendo una cruz gamada; sobre la corona reposa oblicuamente un Mauser Kar 98k con la bayoneta calada (el principal fusil reglamentario usado durante la guerra por la infantería alemana). El reverso es liso con el pin para prenderla. Con la institución de la Ordensgesetz de 1957, al personal militar alemán se le permitió exhibir versiones desnazificadas de todas las condecoraciones militares. También de la Infanterie- Sturmabzeichen, que se fabricó a partir de 1957 en su versión desnazificada, en bronce y plata, sin el águila ni la cruz gamada.